# Osera de Ebro
Osera de Ebro (aragónul Osera d'Ebro) település Spanyolországban,  Zaragoza tartományban. Osera de Ebro Fuentes de Ebro, Villafranca de Ebro és Pina de Ebro községekkel határos. Lakosainak száma 428 fő (2024).

## Népesség
A település népessége az utóbbi években az alábbiak szerint változott:
| Lakosok száma | 353  | 379  | 417  | 457  | 449  | 424  | 396  | 386  | 413  | 428  |
|               | 2001 | 2004 | 2007 | 2009 | 2012 | 2014 | 2017 | 2019 | 2022 | 2024 |